# Gyula Komarnicki
Gyula Komarnicki (wym. [ɟulɒ komɒrnitski], ur. 22 lutego 1885 w Budapeszcie, zm. 27 sierpnia 1975 tamże) – węgierski taternik polskiego pochodzenia, autor przewodników po Tatrach w językach węgierskim i niemieckim. Doktor prawa, dyrektor naczelny Węgierskich Kolei Państwowych (1928–34), dyrektor generalny Węgierskiego Towarzystwa Żeglugi Rzecznej i Morskiej (1934–44). W Tatrach dokonał wielu pierwszych przejść należących do najważniejszych osiągnięć w taternictwie początku XX wieku.

## Życiorys
Jego ojciec był urodzonym w Warszawie inżynierem, który ok. 1860 r. musiał opuścić ziemie polskie. Po pobycie w Paryżu osiadł w Budapeszcie, gdzie urodził się Gyula, a dwa lata później jego brat, Roman Komarnicki. Po śmierci ojca wychowali się obaj na Węgrzech. Gyula ukończył prawo na uniwersytecie w Budapeszcie. W góry trafił za namową przyjaciela, Jenő Serényiego, i szybko zainteresował się wspinaniem, a od 1906 należał już do czołówki taterników. Wspinał się do 1938, jako turysta chodził po Tatrach jeszcze do 1968. Jego partnerami wspinaczkowymi byli m.in. brat Roman, Janusz Chmielowski, Roman Kordys, Mariusz Zaruski i Mieczysław Świerz.

## Osiągnięcia wspinaczkowe
- Pierwsze przejścia:

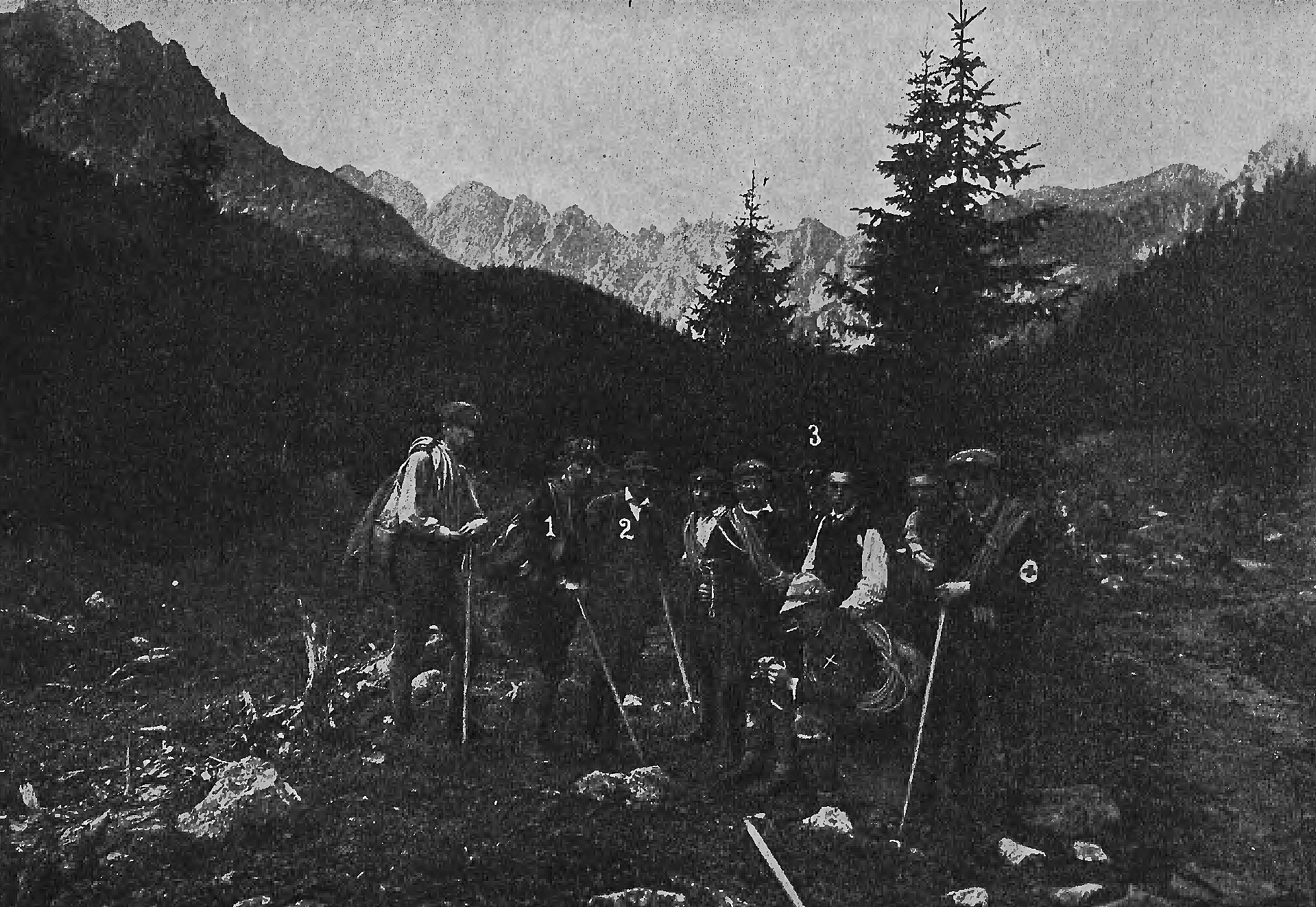
Akcja poszukiwania Stanisława Szulakiewicza w Tatrach na początku sierpnia 1910. Na zdjęciu bracia Komarniccy (1, 3)

  - północno-wschodnią ścianą Mnicha (1908, z Romanem Kordysem),
  - północną ścianą Jaworowego Szczytu (1908, z Alfredem Martinem),
  - północno-zachodnią ścianą Zadniego Gerlacha (1909, z bratem),
  - Kapałkową Granią (1909, z bratem),
  - północno-wschodnią ścianą Żłobistego Szczytu (1911),
  - północną ścianą Małego Jaworowego Szczytu (1911, z bratem),
  - południową ścianą Batyżowieckiego Szczytu (1912, z bratem i Zoltánem Votiskym),
  - południową ścianą Mięguszowieckiego Szczytu Wielkiego,
  - północną ścianą Hrubego Wierchu,
  - wschodnią ścianą Łomnicy,
  - wschodnią grzędą Pośredniej Grani,
  - południową ścianą Pośredniej Grani,
  - granią Szarpanych Turni „od piargów”, z ominięciem tzw. „pancernych płyt” kominem po lewej stronie (z bratem),
  - żlebem południowej ściany Małego Lodowego Szczytu (z bratem),
  - północną ścianą Małego Kieżmarskiego Szczytu (1912, największa ściana Tatr, z Gyulą Heftym),
- Przejście ¾ południowej ściany Zamarłej Turni (1909, z bratem),
- Pierwsze wejścia zimowe:
  - na Mały Durny Szczyt (1910, z bratem, Hornem i Serényim),
  - na Ostry Szczyt (1911, z Alfrédem Grószem),
  - na Zadni Gerlach (1913, z Gyulą Heftym),
  - na Żółty Szczyt i Małą Pośrednią Grań (1914, z Ernő Kátaiem),
  - kilkanaście innych, częściowo samotnie.

## Działalność społeczna i pisarska
Komarnicki był pierwszym prezesem Budapeszteńskiego Akademickiego Towarzystwa Turystycznego, które w owych czasach stanowiła jedyną węgierską organizację taternicką. Był też członkiem honorowym Sekcji Turystycznej Polskiego Towarzystwa Tatrzańskiego, Klubu Wysokogórskiego, Polskiego Związku Alpinizmu oraz Karpathenvereinu.
Od roku 1907 zajmował się pisaniem artykułów do czasopism: „Turistaság és Alpinizmus”, „Turistik und Alpinismus” (był współzałożycielem obu z nich), „Turisták Lapja”, „Pamiętnika Towarzystwa Tatrzańskiego” i „Taternika”. Jego dorobek w tej dziedzinie obejmował wspomnienia z wycieczek, recenzje, opisy dróg taternickich i inne.
Do jego najważniejszych dzieł zalicza się kilkutomowy przewodnik dla taterników, wydany kilkakrotnie po węgiersku (A Magas Tátra hegymászókalauza, Budapeszt 1914, 1917, 1926) oraz po niemiecku (Die Hohe Tatra, Hochgebirgsführer, Budapeszt 1918). Przewodnik był najlepszy przed 1925 r. i używali go również Polacy. Publikacje Komarnickiego przyczyniły się do rozpowszechnienia i uściślenia wiedzy o topografii Tatr.